# Seznam rimskih pesnikov
Seznam rimskih pesnikov.

## A
- Ambrozij

## E
- Kvint Enij

## F
- Fedrus

## H
- Horacij

## J
- Juvenal

## K
- Gaj Valerij Katul

## L
- Mark Anej Lukan
- Lukrecij

## M
- Marcial

## O
- Ovidij

## P
- Propercij
- Prudencij

## S
- Silius Italik
- Sulpicija

## T
- Albij Tibul

## V
- Vergilij